# Buddy Guy
George "Buddy" Guy (Lettsworth (Louisiana), 30 juli 1936) is een Amerikaanse blues- en rockgitarist en zanger die reeds vijfmaal een Grammy Award won. Hij is bekend als inspiratie van Jimi Hendrix, Stevie Ray Vaughan, Eric Clapton en andere bekende bluesgitaristen uit de jaren 60. Hij is de vader van rapster Shawnna en Michael.
Guy groeide op in Louisiana en begon in zijn jeugd gitaar te spelen. Zijn inspiratie was Muddy Waters. Begin jaren 50 begon hij met bandjes op te treden in Baton Rouge. In 1957 verhuisde hij naar Chicago, in 1958 kreeg hij een platencontract. Vervolgens heeft hij onder verschillende labels heel veel albums uitgebracht.
In 2005 werd Guy opgenomen in de Rock and Roll Hall of Fame en in 2014 in de Musicians Hall of Fame.

## Discografie
- 1967 Left My Blues in San Francisco, Chess
- 1968 A Man & the Blues, Vanguard
- 1968 This Is Buddy Guy! [Live], Vanguard
- 1970 Buddy Guy, Junior Wells & Junior Mance Buddy and the Juniors, Blue Thumb
- 1971 In the Beginning (1958/64), Drive
- 1972 Buddy Guy & Junior Wells Play the Blues, Atlantic
- 1972 Hold That Plane!, Vanguard
- 1974 Drinkin' TNT 'n' Smokin' Dynamite [live], Blind Pig
- 1977 Live in Montreux, Evidence
- 1979 Pleading the Blues, Evidence
- 1979 Buddy & Phil Guy, JSP
- 1979 Got to Use Your Head, Blues Ball
- 1980 The Dollar Done Fell, JSP
- 1981 Stone Crazy!, Alligator
- 1982 DJ Play My Blues, JSP
- 1983 Buddy Guy, Chess
- 1983 The Original Blues Brothers Live, Magnum
- 1985 Ten Blue Fingers, JSP
- 1987 Chess Masters, Chess
- 1987 Complete DJ Play My Blues Session, JSP
- 1988 Breaking Out, JSP
- 1988 Live at the Checkerboard Lounge, JSP
- 1989 I Ain't Got No Money, Flyright
- 1991 Alone & Acoustic, Alligator
- 1991 Damn Right, I've Got the Blues, Silvertone
- 1992 My Time After Awhile, Vanguard
- 1993 Live At The Mystery Club, Quicksilver
- 1993 Feels Like Rain, Silvertone
- 1994 Drinkin' TNT 'n' Smokin' Dynamite, Sequel
- 1994 Slippin' In, Silvertone
- 1995 I Cry, Blues Masterworks
- 1996 Live: The Real Deal, Silvertone
- 1997 Try to Quit You Baby, Ronn
- 1998 As Good as It Gets, Vanguard
- 1998 Heavy Love, Silvertone
- 1998 Last Time Around - Live at Legends, Jive
- 1999 The Real Blues, Columbia River
- 2001 Sweet Tea, Jive
- 2002 Blue on Blues, Fuel 2000
- 2002 Everything Gonna Be Alright, Black & Blue
- 2003 Blues Singer, Silvertone
- 2003 Chicago Blues Festival 1964 [live], Stardust
- 2005 Bring 'Em In, Jive
- 2008 Skin Deep
- 2010 Living Proof
- 2013 Rhythm & Blues
- 2015 Born to Play Guitar
- 2018 The Blues is Alive and Well
- 2022 The Blues Don't Lie
- 2025 Ain't Done With the Blues

- Bibliothèque nationale de France: cb13894851w (data)
- CiNii: DA06989165
- Gemeinsame Normdatei: 119235544
- International Standard Name Identifier: 0000 0003 6858 6872
- Library of Congress Control Number: n81112000
- Nationale Bibliotheek van Letland: 000045104
- MusicBrainz: 4336a134-d091-4e54-9967-c7c433db6d4e
- Bibliotheek van het Japanse parlement: 00513655
- Nationale Bibliotheek van Tsjechië: xx0023992
- Nationale Bibliotheek van Israël: 987007402246805171
- Nederlandse Thesaurus van Auteursnamen: 074623796
- Istituto Centrale per il Catalogo Unico: DDSV188360
- SNAC: w68p6mbd
- Système universitaire de documentation: 139921737
- Virtual International Authority File: 49408176
- WorldCat: E39PBJtrYCVt9HQMh6mxTmwQv3